# Rubin Hebaj
Rubin Hebaj (Shkodër, 30 de julio de 1998) es un futbolista albanés que juega de delantero en el Sogdiana Jizzakh de la Super Liga de Uzbekistán.

## Selección nacional
Hebaj fue internacional sub-17, sub-19 y sub-21 con la selección de fútbol de Albania, debutando con esta última el 5 de junio de 2017 frente a la sub-21 de Francia.

## Clubes
| Club                        | País                | Año       |
| --------------------------- | ------------------- | --------- |
| KF Vllaznia                 | Albania             | 2015-2017 |
| NK Domžale                  | Eslovenia           | 2017-2019 |
| Partizán de Tirana (cedido) | Albania             | 2018-2019 |
| Vorskla Poltava             | Ucrania             | 2019      |
| KF Teuta Durrës             | Albania             | 2020-2021 |
| KF Shkëndija                | Macedonia del Norte | 2021      |
| KF Teuta Durrës             | Albania             | 2022      |
| FC Andijon                  | Uzbekistán          | 2023-2024 |
| Al-Orobah                   | Arabia Saudita      | 2024      |
| C. S. Sfaxien               | Túnez               | 2024      |
| F. C. Nasaf                 | Uzbekistán          | 2025      |
| Sogdiana Jizzakh            | Uzbekistán          | 2025-     |

## Palmarés

### Títulos nacionales
| Título                                  | Club            | País                | Año  |
| --------------------------------------- | --------------- | ------------------- | ---- |
| Copa de Albania                         | KF Teuta Durrës | Albania             | 2020 |
| Supercopa de Albania                    | KF Teuta Durrës | Albania             | 2020 |
| Primera División de Macedonia del Norte | KF Shkëndija    | Macedonia del Norte | 2021 |